# Trudy Bellinger
Trudy Bellinger es una reconocida directora, productora y guionista de televisión británica. Es conocida por su participación en múltiples proyectos de vídeos musicales.

## Biografía
Trudy Bellinger nació en Londres, Reino Unido y se ha convertido en una de las productoras y directoras de videoclips y teatro más importantes del Reino Unido. En la música, ha conseguido trabajar con importantes grupos y artistas de la escena musical inglesa, como Sophie Ellis-Bextor, The Saturdays o Girls Aloud, entre otros.
En 2019 dirigió un cortometraje, Killing Christmas, que ganó premios en tres festivales de cine. También dirigió campañas promocionales para programas de televisión, como Project Runway y The Masked Singer.

## Videografía
1997
- Louise – Let's Go Round Again (codirigido con Cameron Casey)

1998
- Louise – All That Matters (codirigido con John Clayton)

2002
- Shy FX & T-Power feat. Di – Shake Your Body
- 3SL – Touch Me Tease Me (Versión 1)
- 3SL feat. Estelle – Touch Me Tease Me (Versión 2)
- Shy FX & T-Power feat. Di & Skibadee – Don't Wanna Know

2003
- Louise – Pandora's Kiss
- Sophie Ellis-Bextor – I Won't Change You

2004
- Girls Aloud – The Show
- Girls Aloud – I'll Stand by You

2005
- Bodyrockers – I Like the Way (You Move)
- Rachel Stevens – I Said Never Again (But Here We Are)

2007
- Sugababes vs. Girls Aloud – Walk This Way
- Shapeshifters – Pusher
- Bodyrockers – Round and Round
- Therese – Feelin' Me
- Girls Aloud – Sexy! No No No
- Dima Bilan – Number One Fan
- Madu – everywhere

2008
- Girls Aloud – The Promise
- Dima Bilan – Lonely
- Slava – Moon
- Victoria – Gone
- Girls Aloud – The Loving Kind

2009
- Emma Deigman – It Was You
- Pixie Lott – Mama Do
- The Saturdays – Forever Is Over
- Katherine Jenkins – Bring Me to Life
- Rhydian – O Fortuna
- The Temper Trap – Sweet Disposition (como productora ejecutiva)

2010
- Joe McElderry – Someone Wake Me Up
- Jamiroquai – Blue Skies (como productora ejecutiva)

2011
- Dionne Bromfield – Foolin'
- Jamiroquai – White Knuckle Ride (como productora ejecutiva)

2012
- Leona Lewis – Lovebird
- Julia Lezhneva – Hallelujah

2013
- The Saturdays – Gentleman

2014
- Boy George – I Don't Love You

2018
- Whitney Woerz – Love Me Not

## Publicidad
- Rimmel - "Drench"
- Desodorante Dove
- Garnier Rediscover BelleColour
- Sky Living Rebrand
- Rimmel featuring Kate Moss (2009)
- M & S Spring fashion 2010
- MM & S Autumn fashion 2010
- Videos internaciones para la banda sonora de Las crónicas de Narnia (2011)
- Britain's Next Top Model con Elle Macpherson
- Sophia Kameron
- Slendertone
- Sunsilk
- Voila Hair
- Snuggles
- X Factor Wishing on a Star featuring One Direction
- Gillette Venus